# Liga Serbia de Baloncesto
La Liga Serbia de Baloncesto (en serbio Кошаркашка лига Србије, Košarkaška Liga Srbije), abreviado KLS, es la principal competición nacional de baloncesto de Serbia. Es la heredera natural de la antigua Liga Yugoslava de Baloncesto disputada hasta 2006, año de la división de Serbia y Montenegro, la liga incluía equipos de Montenegro, pero con el inicio de la temporada 2006-07 se convirtió en una liga exclusiva para equipos serbios, con Montenegro formando su propia competición la Liga Montenegrina de Baloncesto.

## Nombres de la Competición
- 2006–2008: Swisslion Košarkaška Liga Srbije
- 2008–2011: Košarkaška Liga Srbije
- 2011–2013: Agroživ Košarkaška Liga Srbije
- 2013–2016: Košarkaška Liga Srbije (Basketball League of Serbia)
- 2016–2019: Mozzart Basketball League of Serbia
- 2021–2025: Admiral Bet Basketball League of Serbia
- 2025–presente: Meridianbet Basketball League of Serbia

## Sistema de competición
La liga está conformada por dos fases, seguida de un playoff de cuatro equipos.

### Fase 1 de la temporada
La primera fase está formada por 14 equipos. Los tres representantes serbios en la Liga Adriática están extentos de esta fase. Juegan todos contra todos, y los cinco primeros pasan directamente a la denominada Super Liga, mientras que el resto compiten entre sí para evitar el descenso. Los equipos que quedan en la 13th y 14th posición bajan a segunda división.

### Fase 2 de la temporada
Esta fase, también conocida como Fase Sinalco Superleague, incluye los cinco mejores equipos de la fase 1 y los tres equipos de la Liga Adriática. Antes de la extinción de la liga de Serbia y Montenegro, la segunda era una fase de 12 equipos, con 8 de ellos clasificados de la primera fase y los otros cuatro de la Liga Adriática. Los cuatro primeros de esta fase se clasifican para la Liga Adriática.

### Playoffs
Los cuatro mejores equipos de la fase 2 se clasifican para los playoffs, con una serie al mejor de 3 partidos en las semifinales, y al mejor de 5 en las rondas finales.

## Equipos 2024-25
| Equipo                    | Ciudad              | Pabellón                  | Capacidad |
| ------------------------- | ------------------- | ------------------------- | --------- |
| BKK Radnički              | Belgrado            | SC Šumice                 | 1,000     |
| Borac Mozzart             | Čačak               | Borac Hall                | 3,000     |
| Crvena zvezda Meridianbet | Belgrado            | Belgrade Arena            | 5,878     |
| Čačak 94 Quantox          | Čačak               | Borac Hall                | 3,000     |
| Dynamic Balkan Bet        | Belgrado            | Ranko Žeravica Hall       | 5,000     |
| FMP Soccerbet             | Belgrado            | Železnik Hall             | 3,000     |
| Joker                     | Sombor              | Mostonga Hall             | 1,000     |
| Mega MIS                  | Belgrado            | Mega Factory Hall         | 700       |
| Metalac                   | Valjevo             | Valjevo Sports Hall       | 1,500     |
| Mladost MaxBet            | Zemun               | Master Sport Center       | 750       |
| Mladost SP                | Smederevska Palanka | Vuk Karadžić School Hall  | 500       |
| Novi Pazar                | Novi Pazar          | Pendik Sports Hall        | 1,600     |
| OKK Beograd               | Belgrado            | Mega Factory Hall         | 700       |
| Partizan Mozzart Bet      | Belgrado            | Belgrade Arena            | 18,386    |
| Sloboda                   | Užice               | Veliki Park Hall          | 2,200     |
| Sloga                     | Kraljevo            | Kraljevo Sports Hall      | 3,350     |
| Spartak Office Shoes      | Subotica            | Dudova Šuma Sports Center | 3,000     |
| SPD Radnički              | Kragujevac          | Jezero Hall               | 3,750     |
| Tamiš                     | Pančevo             | Strelište Sports Hall     | 1,100     |
| Vojvodina mts             | Novi Sad            | SPC Vojvodina             | 7,022     |
| Vršac Meridianbet         | Vršac               | Millennium Center         | 4,400     |
| Zlatibor Gold Gondola     | Čajetina            | Čajetina Sport Center     | 1,000     |

|  | Equipos que juegan la ABA Liga 1 2024-25 |
|  | Equipos que juegan la ABA Liga 2 2024-25 |

## Palmarés
- Para la lista de campeones de liga anterior a 2007 véase Liga Yugoslava de Baloncesto.

Playoff por el título
| Temporada | Campeón                                  | Serie                                    | Subcampeón                               | Entrenador Campeón |
| 2006-07   | KK Partizan Belgrado                     | 3 - 1                                    | KK Estrella Roja                         | Duško Vujošević    |
| 2007-08   | KK Partizan Belgrado                     | 3 - 1                                    | KK Hemofarm Vršac                        | Duško Vujošević    |
| 2008-09   | KK Partizan Belgrado                     | 3 - 2                                    | KK Estrella Roja                         | Duško Vujošević    |
| 2009-10   | KK Partizan Belgrado                     | 3 - 0                                    | KK Hemofarm Vršac                        | Duško Vujošević    |
| 2010-11   | KK Partizan Belgrado                     | 3 - 0                                    | KK Hemofarm Vršac                        | Vlada Jovanović    |
| 2011-12   | KK Partizan Belgrado                     | 3 - 1                                    | KK Estrella Roja                         | Vlada Jovanović    |
| 2012-13   | KK Partizan Belgrado                     | 3 - 1                                    | KK Estrella Roja                         | Duško Vujošević    |
| 2013-14   | KK Partizan Belgrado                     | 3 - 1                                    | KK Estrella Roja                         | Duško Vujošević    |
| 2014-15   | KK Estrella Roja                         | 3 - 0                                    | KK Partizan                              | Dejan Radonjić     |
| 2015-16   | KK Estrella Roja                         | 3 - 1                                    | KK Partizan                              | Dejan Radonjić     |
| 2016-17   | KK Estrella Roja                         | 3 - 0                                    | KK FMP Belgrado                          | Dejan Radonjić     |
| 2017-18   | KK Estrella Roja                         | 3 - 1                                    | KK FMP Belgrado                          | Dejan Radonjić     |
| 2018-19   | KK Estrella Roja                         | 3 - 0                                    | KK Partizan                              | Dejan Radonjić     |
| 2019-20   | No disputada por la Pandemia de Covid-19 | No disputada por la Pandemia de Covid-19 | No disputada por la Pandemia de Covid-19 |                    |
| 2020-21   | KK Estrella Roja                         | 2 - 1                                    | KK Mega Basket                           | Dejan Radonjić     |
| 2021-22   | KK Estrella Roja                         | 2 - 0                                    | KK FMP                                   | Dejan Radonjić     |
| 2022-23   | KK Estrella Roja                         | 2 - 0                                    | KK FMP                                   | Duško Ivanović     |
| 2023-24   | KK Estrella Roja                         | 2 - 0                                    | KK Partizan                              | Duško Ivanović     |
| 2024-25   | KK Partizan                              | 2 - 0                                    | KK Spartak Subotica                      | Željko Obradović   |

## Títulos por club
| Club                 | Títulos | Años campeón                                         | Finalista | Años subcampeón              |
| -------------------- | ------- | ---------------------------------------------------- | --------- | ---------------------------- |
| KK Estrella Roja     | 9       | 2015, 2016, 2017, 2018, 2019, 2021, 2022, 2023, 2024 | 5         | 2007, 2009, 2012, 2013, 2014 |
| KK Partizan Belgrado | 9       | 2007, 2008, 2009, 2010, 2011, 2012, 2013, 2014, 2025 | 4         | 2015, 2016, 2019, 2024       |
| KK FMP Belgrado      | -       | -----                                                | 4         | 2017, 2018, 2022, 2023       |
| KK Vršac             | -       | -----                                                | 3         | 2008, 2010, 2011             |
| KK Mega Basket       | -       | -----                                                | 1         | 2021                         |
| KK Spartak Subotica  | -       | -----                                                | 1         | 2025                         |

### Total campeonatos por club
- desde 1946 a 2021, incluye Liga Yugoslava de Baloncesto

| Equipo                | Títulos | Años campeón |
| --------------------- | ------- | --- |
| KK Estrella Roja      | 24      | 1946, 1947, 1948, 1949, 1950, 1951, 1952, 1953, 1954, 1955, 1969, 1972, 1993, 1994, 1998, 2015, 2016, 2017, 2018, 2019, 2021, 2022, 2023, 2024 |
| KK Partizan           | 22      | 1976, 1979, 1981, 1987, 1992, 1995, 1996, 1997, 2002, 2003, 2004, 2005, 2006, 2007, 2008, 2009, 2010, 2011, 2012, 2013, 2014, 2025             |
| OKK Belgrado          | 4       | 1958, 1960, 1963, 1964 |
| KK Proleter Zrenjanin | 1       | 1956 |
| BKK Radnički          | 1       | 1973 |
| Yugoslav Army         | 1       | 1945 |

## Clasificación histórica

### Super League
- 2006–2007-actualidad

| Pos. | Equipo              | Ciudad   | S | P  | G  | P  | F | A | Pts | 1º | 2º | 1st App   | Since/Last App |
| ---- | ------------------- | -------- | - | -- | -- | -- | - | - | --- | -- | -- | --------- | -------------- |
| 1    | Partizan            | Belgrado | 7 | 90 | 78 | 12 |   |   | 168 | 6  | –  | 2006–2007 | 2006-2007      |
| 2    | Estrella Roja       | Belgrado | 7 | 90 | 57 | 33 |   |   | 147 | 1  | 1  | 2006-2007 | 2006-2007      |
| 3    | KK Hemofarm         | Vršac    | 6 | 76 | 52 | 24 |   |   | 128 | 1  | 3  | 2006-2007 | 2011-2012      |
| 4    | FMP Železnik        | Belgrado | 5 | 62 | 39 | 23 |   |   | 101 | –  | 3  | 2006-2007 | 2010-2011      |
| 5    | Vojvodina Srbijagas | Novi Sad | 5 | 62 | 38 | 24 |   |   | 100 | –  | –  | 2006-2007 | 2012-2013      |

## Líderes Estadísticos

### Puntos
| Temporada | Jugador              | Equipo          | PPG  |
| --------- | -------------------- | --------------- | ---- |
| 2006–07   | Miloš Bojović        | Sloga Kraljevo  | 21.9 |
| 2007–08   | Zoran Erceg          | FMP Železnik    | 18.1 |
| 2008–09   | Zlatko Bolić         | Radnički Invest | 22.8 |
| 2009–10   | Miroslav Raduljica   | FMP Železnik    | 21.1 |
| 2010–11   | Branko Milisavljević | Mega Vizura     | 20.5 |
| 2011–12   | Miloš Bojović        | KK Železničar   | 23.5 |
| 2012–13   | Marko Popović        | Sloga Kraljevo  | 18.6 |

### Rebotes
| Temporada | Jugador            | Equipo         | RPG  |
| --------- | ------------------ | -------------- | ---- |
| 2006–07   | Kebu Stewart       | Estrella Roja  | 6.2  |
| 2007–08   | Nikola Ilić        | Borac Čačak    | 4.8  |
| 2008–09   | Uroš Mirković      | KK Mašinac     | 8.5  |
| 2009–10   | Miroslav Raduljica | FMP Železnik   | 8.6  |
| 2010–11   | Sava Lešić         | Estrella Roja  | 10.9 |
| 2011–12   | Darko Balaban      | Smederevo 1953 | 8.8  |
| 2012–13   | Boban Marjanović   | Mega Vizura    | 11.7 |

### Asistencias
| Temporada | Jugador         | Equipo              | APG |
| --------- | --------------- | ------------------- | --- |
| 2006–07   | Miloš Teodosić  | FMP Železnik        | 5.4 |
| 2007–08   | Omar Cook       | Estrella Roja       | 7.3 |
| 2008–09   | Bojan Jovičić   | KK Tamiš            | 6.3 |
| 2009–10   | Vid Žarković    | Proleter Zrenjanin  | 7.2 |
| 2010–11   | Marko Ljubičić  | Metalac Valjevo     | 6.4 |
| 2011–12   | Miljan Pavković | Radnički Kragujevac | 6.9 |
| 2012–13   | Marko Popović   | Sloga Kraljevo      | 8.1 |

## Premios

### First League MVP
| Temporada | MVP                   | Equipo         |
| --------- | --------------------- | -------------- |
| 2006–07   | Miloš Bojović         | Sloga Kraljevo |
| 2007–08   | Nikola Ilić           | Borac Čačak    |
| 2008–09   | Uroš Mirković         | KK Mašinac     |
| 2009–10   | Aleksandar Mladenović | KK Ergonom     |
| 2010–11   | Nenad Šulović         | Napredak Rubin |
| 2011–12   | Darko Balaban         | Smederevo 1953 |
| 2012–13   | Boban Marjanović      | Mega Vizura    |
| 2013–14   | Andrija Bojić         | OKK Beograd    |
| 2014–15   | Vuk Malidžan          | OKK Beograd    |
| 2015–16   | Aleksa Avramović      | Borac Čačak    |
| 2016–17   | Kimani Ffriend        | KK Dynamic     |

### Super League MVP
| Temporada | MVP                | Equipo          |
| --------- | ------------------ | --------------- |
| 2006–07   | Miloš Bojović      | Sloga Kraljevo  |
| 2007–08   | Nikola Ilić        | Borac Čačak     |
| 2008–09   | Novica Veličković  | Partizan        |
| 2009–10   | Miroslav Raduljica | FMP Železnik    |
| 2010–11   | Marko Ljubičić     | Metalac Valjevo |
| 2011–12   | Miloš Dimić        | Radnički FMP    |
| 2012–13   | Boban Marjanović   | Mega Vizura     |
| 2013–14   | Boban Marjanović   | Estrella Roja   |
| 2014–15   | Boban Marjanović   | Estrella Roja   |
| 2015–16   | Aleksa Avramović   | Borac Čačak     |
| 2016–17   | Marko Čakarević    | KK Dynamic      |

### Playoff MVP
| Temporada | MVP                  | Equipo        |
| --------- | -------------------- | ------------- |
| 2006–07   | Milan Gurović        | Estrella Roja |
| 2007–08   | Nikola Peković       | Partizan      |
| 2008–09   | Novica Veličković    | Partizan      |
| 2009–10   | Bo McCalebb          | Partizan      |
| 2010–11   | Curtis Jerrells      | Partizan      |
| 2011–12   | Omar Thomas          | Estrella Roja |
| 2012–13   | Dragan Milosavljević | Partizan      |
| 2013–14   | Bogdan Bogdanović    | Partizan      |
| 2014–15   | Milan Mačvan         | Partizan      |
| 2015–16   | Maik Zirbes          | Estrella Roja |
| 2016–17   | Ognjen Dobrić        | Estrella Roja |